# Potjemu u lastotjki khvostik rozjkami
Potjemu u lastotjki khvostik rozjkami (russisk: Почему́ у ла́сточки хво́стик ро́жками) er en sovjetisk animationsfilm fra 1967 af Amen Khajdarov.